# Ратиньо
Ратиньо (на португалски: Ratinho, роден на 8 юни 1971, пълно име Еверсон Родригеш) е бивш бразилски футболист, играещ на позицията десен полузащитник.
Ратиньо започва професионалната си футболна кариера в Бразилия в отбора на Атлетико Паранаензе през 1991 г. и през 1992 г. преминава в швейцарския клуб ФК Санкт Гален. На следващата година бразилецът отново прави трансфер в друг отбор, но този път остава в швейцарската лига. Новият му тим е ФК Аарау, където той остава за три сезона.
За началото на сезон 1996/97 Ратиньо е привлечен в изпадналия във Втора Бундеслига германски клуб Кайзерслаутерн. В Пфалц дефанзивният полузащитник прави добри игри, утвърждава се в титулярната единадесеторка и помага на отбора си да се завърне в германския елит само след една година във втора дивизия.
Ратиньо запазва титулярната си позиция в тима на Ото Рехагел и в последвалата кампания в Първа Бундеслига, когато „червените дяволи“ сензационно носят шампионската салатиера на Фриц-Валтер-Щадион. Бразилецът оформя изключително ползотворен дует с новопривлечения Андреас Бук в дясната част на полузащитата на Кайзерслаутерн, което често носи опасности за противниковата врата.
Халфът се превръща в абсолютен любимец на феновете в Пфалц със сърцатата си и техничната игра, а те го наричат „Мишката-вълшебник“. Футболистът остава в Кайзерслаутерн до края на сезон 2002/03 и въпреки че има договор до лятото на 2004 г., тогавашният наставник на „лаутерите“ Ерик Геретс прекратява контракта му, поради собствената си игрова концепция. Всъщност през целия сезон 2002/03 Ратиньо играе за дублиращия отбор на Кайзерслаутерн. След напускането на Фриц-Валтер-Щадион бразилецът заиграва в китайския клуб Шънян Жинде, който по това време се ръководи от бившия треньор на Айнтрахт Франкфурт Драгослав Степанович.
През декември 2003 г. Ратиньо отива в отбора от Казахстан ФК Астана. През юли 2004 г. отново се завръща в Швейцария, където облича екипа на ФК Люцерн, подписвайки договор до 2006 г. Там Ратиньо приключва професионалната си футболна кариера.
Ратиньо изиграва 113 мача в Първа Бундеслига и успява да отбележи 7 гола. Във Втора Бундеслига записва 27 срещи с 2 гола.
За сезон 2008/09 е назначен за треньор на младежкия отбор до 15 г. на ФК Санкт Гален.